# Geoffrey Holmes
Pour les articles homonymes, voir Holmes.
Geoffrey Holmes (né le 19 février 1894 à Toronto, mort le 7 mai 1964 à Woking) est un joueur britannique de hockey sur glace.

## Biographie
Fils d'un avocat de l'Ontario, sa mère est née à Détroit. Il grandit à Truro en Nouvelle-Écosse.
Il est éduqué dans une école privée de garçons à Brockville puis passe un an au Cheltenham College.

## Carrière

### Militaire
Geoffrey Holmes est élève du Collège militaire royal du Canada. Au début de la Première Guerre mondiale, il rejoint l'armée anglaise dans la Royal Field Artillery. Blessé lors de la bataille d'Arras en 1917, il est décoré de la médaille militaire. Après la fin de la guerre, il revient au Canada et termine ses études au Collège militaire royal avant de traverser à nouveau l'Atlantique pour se rendre en Angleterre.
Il sert dans le nord de la Russie, le sud de l’Irlande du sud et est attaché au Gold Coast Regiment en Afrique en 1921. En 1922, de retour en Angleterre, il devient capitaine de l'équipe de hockey sur glace de l'armée. Peu après les Jeux olympiques de 1924, il quitte l'armée.

### Sportive
Il intègre l'équipe de hockey sur glace du Collège militaire royal du Canada. En 1922, de retour en Angleterre après des missions à l'étranger, il fait partie d'une équipe de soldats canadiens expatriés et en est le capitaine.
Geoffrey Holmes fait partie de l'équipe nationale de Grande-Bretagne qui remporte la médaille de bronze aux Jeux olympiques de 1924 à Chamonix,,. Il joue un rôle dans quatre des cinq matchs disputés par l'équipe britannique et marque son seul but olympique lors de la défaite 19-3 de la Belgique.

### Ecclésiastique
Après l'armée, il devient pasteur dans l'Église d'Angleterre. Il est missionnaire en Afrique de l'Est. En 1925 il fonde l'Église anglicane du Rwanda, avec une mission à Gahini au Rwanda et une à Kigeme en 1931. Pendant de nombreuses années, il dirige une mission près de Kabale en Ouganda, près de la frontière rwandaise, et est ordonné vicaire.
Il retourne dans le Surrey, en Angleterre, à la fin des années 1940.